# Maurides
Maurides Roque Júnior (Colômbia, 10 marzo 1994) è un calciatore brasiliano, attaccante del Radomiak Radom.

## Biografia
Anche suo fratello Maicon è un calciatore.

## Carriera
L'11 luglio 2013 segna il suo primo gol fra i professionisti nella gara di Coppa del Brasile contro l'América, realizzando la marcatura del definitivo 3-1 per la sua squadra. Nell'occasione ha esultato con delle capriole, ma cadendo male dopo la seconda si è procurato la lesione del legamento crociato anteriore, uscendo dal campo in barella.

## Palmarès

### Club

#### Competizioni nazionali
- Campionato tedesco di seconda divisione: 1

St. Pauli: 2023-2024